# Murawszczyzna (sielsowiet Zaucie)
Murawszczyzna – dawna wieś. Tereny, na których leżała, znajdują się obecnie na Białorusi, w obwodzie witebskim, w rejonie miorskim, w sielsowiecie Zaucie.

## Historia
W czasach zaborów wieś w gminie Stefanpol, w powiecie dzisieńskim, w guberni wileńskiej Imperium Rosyjskiego. Pod koniec XIX wieku należała do dóbr Stefanpol, własność Wasieńki, wcześniej Kamińskich.
W latach 1921–1945 wieś leżała w Polsce, w województwie wileńskim, w powiecie dziśnieńskim, w gminie Stefanpol, a od 1926 roku w gminie Mikołajów.
Według Powszechnego Spisu Ludności z 1921 roku zamieszkiwały tu 163 osoby, 7 było wyznania rzymskokatolickiego, 153 prawosławnego a 3 mojżeszowego. Jednocześnie 6 mieszkańców zadeklarowało polską, 153 białoruską, 3 żydowską a 1 francuską przynależność narodową. Było tu 28 budynków mieszkalnych. W 1931 w 38 domach zamieszkiwało 186 osób.
Wierni należeli do parafii rzymskokatolickiej w Hermanowiczach i prawosławnej w Stefanpolu. Miejscowość podlegała pod Sąd Grodzki w Łużkach i Okręgowy w Wilnie; właściwy urząd pocztowy mieścił się w Stefanpolu.